# Sloane Stephens
Sloane Stephens (Coral Springs, Florida, 20 de marzo de 1993) es una tenista estadounidense que actualmente ocupa la posición 63 del ranking WTA.
En los cuartos de final del Abierto de Australia de 2013, Stephens derrotó a su compatriota Serena Williams para convertirse en la jugadora más joven, y la única adolescente, entre las Top 20. Con residencia en Alesanco, tras conocer a su actual marido.
El 31 de julio de 2017 se encontraba en la posición 957 del mundo. Tras alcanzar las semifinales del Máster de Canadá y del Máster de Cincinnati y ganar el Abierto de Estados Unidos, el 11 de septiembre alcanzó la posición 17; lo que supuso un ascenso histórico de 940 puestos en seis semanas.
En junio de 2018 llegó a su segunda final de un Grand Slam en el Torneo de Roland Garros y se aseguró el 4.º lugar del ranking WTA.

## Vida personal
Desde finales del 2020, comenzó una relación con el futbolista norteamericano Jozy Altidore el cual el 1 de enero de 2022, contrajeron matrimonio en una ceremonia intima, bajo fuertes medidas de bioseguridad debido a la Pandemia por COVID-19.

## Torneos de Grand Slam

### Individual

#### Campeona  (1)
| Año  | Campeonato        | Oponente en la final | Resultado |
| 2017 | Abierto de EE.UU. | Madison Keys         | 6-3, 6-0  |

#### Finalista (1)
| Año  | Campeonato    | Oponente en la final | Resultado     |
| 2018 | Roland Garros | Simona Halep         | 6-3, 4-6, 1-6 |

## Títulos WTA (8; 8+0)

### Individual (8)
| Leyenda                                |
| Grand Slam (1)                         |
| WTA Finals (0)                         |
| P. Mandatory & Premier 5, WTA 1000 (1) |
| Premier, WTA 500 (1)                   |
| International, WTA 250 (5)             |

| N.º | Fecha                   | Torneo            | Superficie    | Oponente en la final     | Resultado        |
| 1.  | 9 de agosto de 2015     | Washington        | Dura          | Anastasia Pavlyuchenkova | 6-1, 6-2         |
| 2.  | 9 de enero de 2016      | Auckland          | Dura          | Julia Görges             | 7-5, 6-2         |
| 3.  | 27 de febrero de 2016   | Acapulco          | Dura          | Dominika Cibulková       | 6-4, 4-6, 7-6(5) |
| 4.  | 10 de abril de 2016     | Charleston        | Tierra batida | Elena Vesnina            | 7-6(4), 6-2      |
| 5.  | 9 de septiembre de 2017 | Abierto de EE.UU. | Dura          | Madison Keys             | 6-3, 6-0         |
| 6.  | 31 de marzo de 2018     | Miami             | Dura          | Jeļena Ostapenko         | 7-6(5), 6-1      |
| 7.  | 27 de febrero de 2022   | Guadalajara       | Dura          | Marie Bouzková           | 7-5, 1-6, 6-2    |
| 8.  | 21 de abril de 2024     | Ruan              | Dura          | Magda Linette            | 6-1, 2-6, 6-2    |

#### Finalista (3)
| N.º | Fecha                 | Torneo        | Superficie    | Oponente en la final | Resultado        |
| 1.  | 9 de junio de 2018    | Roland Garros | Tierra batida | Simona Halep         | 6-3, 4-6, 1-6    |
| 2.  | 12 de agosto de 2018  | Montreal      | Dura          | Simona Halep         | 6-7(6), 6-3, 4-6 |
| 3.  | 28 de octubre de 2018 | WTA Finals    | Dura (i)      | Elina Svitólina      | 6-3, 2-6, 2-6    |

### Dobles (1)
| Leyenda                                |
| Grand Slam (0)                         |
| WTA Finals (0)                         |
| P. Mandatory & Premier 5, WTA 1000 (0) |
| Premier, WTA 500 (1)                   |
| International, WTA 250 (0)             |

| N.º | Fecha              | Torneos    | Superficie            | Pareja         | Oponentes en la final             | Resultado        |
| --- | ------------------ | ---------- | --------------------- | -------------- | --------------------------------- | ---------------- |
| 1.  | 7 de abril de 2024 | Charleston | Tierra batida (verde) | Ashlyn Krueger | Liudmila Kichenok Nadiia Kichenok | 1-6, 6-3, [10-7] |

#### Finalista (1)
| N.º | Fecha               | Torneos    | Superficie | Pareja           | Oponentes en la final        | Resultado |
| --- | ------------------- | ---------- | ---------- | ---------------- | ---------------------------- | --------- |
| 1.  | 5 de agosto de 2017 | Washington | Dura       | Eugénie Bouchard | Shuko Aoyama Renata Voráčová | 3-6, 2-6  |

## Actuación en torneos Grand Slam

### Individual
| Torneos                   | 2009 | 2010 | 2011 | 2012 | 2013 | 2014 | 2015 | 2016 | 2017 | 2018 | G-P  | Títulos |
| ------------------------- | ---- | ---- | ---- | ---- | ---- | ---- | ---- | ---- | ---- | ---- | ---- | ------- |
| Abierto de Australia      | A    | A    | Q    | 2R   | SF   | 4R   | 1R   | 1R   | A    | 1R   | 9-6  | 0       |
| Roland Garros             | A    | A    | 1R   | 4R   | 4R   | 4R   | 4R   | 3R   | A    | F    | 20-7 | 0       |
| Wimbledon                 | A    | A    | Q    | 3R   | CF   | 1R   | 3R   | 3R   | 1R   | 1R   | 10-7 | 0       |
| Abierto de Estados Unidos | Q    | Q    | 3R   | 3R   | 4R   | 2R   | 1R   | A    | G    | CF   | 19-6 | 1       |

### Dobles
| Torneos                   | 2009 | 2010 | 2011 | 2012 | 2013 | 2014 | 2015 | 2016 | 2017 | 2018 | G-P | Títulos |
| ------------------------- | ---- | ---- | ---- | ---- | ---- | ---- | ---- | ---- | ---- | ---- | --- | ------- |
| Abierto de Australia      | A    | A    | A    | 1R   | A    | A    | A    | A    | A    | 1R   | 0-2 | 0       |
| Roland Garros             | A    | A    | A    | 1R   | 1R   | 1R   | A    | A    | A    |      | 0-3 | 0       |
| Wimbledon                 | A    | A    | A    | 1R   | A    | A    | A    | 1R   | 2R   |      | 1-3 | 0       |
| Abierto de Estados Unidos | 1R   | 1R   | 1R   | 1R   | A    | A    | A    | A    | 1R   |      | 0-5 | 0       |